# Carlos Zárate
Carlos Zárate Fernández (19 juli 1980) is een Spaans voormalig wielrenner.

## Belangrijkste overwinningen
2002
- 5e etappe deel A Volta Ciclista Internacional a Lleida

2003
- 3e etappe Cinturón Ciclista Internacional a Mallorca
- 5e etappe Cinturón Ciclista Internacional a Mallorca
- 1e etappe Volta a Coruña
- 4e etappe Vuelta a Toledo

2004
- 3e etappe Ronde van het Baskenland

## Tourdeelnames
geen